# Ramade (Allier)
Pour les articles homonymes, voir Ramade.
La Ramade est un ruisseau du Massif central, situé dans le département de la Haute-Loire, et un affluent de l’Allier.

## Toponymie
Le ruisseau de Ramade est mentionné sous différents noms anciens, tels que Le Briançon dans le cadastre, ou ruisseau de Peyrusse sur une carte administrative de 1880.
Ramade pourrait désigner un ravin, une ramée ou un troupeau de moutons ; à noter qu’un moulin porte également ce nom sur la commune de Langeac.

## Géographie
La Ramade est un ruisseau qui prend sa source au nord de Pinols, sur les versants nord-est de la Margeride. Elle traverse une vallée pittoresque, creusée dans des gorges profondes et resserrées, avant de se jeter dans la rive gauche de l’Allier, à hauteur d’Escalier, sur la commune d’Aubazat.

### Département et communes traversés
La Ramade traverse quatre communes :
- Haute-Loire : Aubazat, Ferrussac, Pinols, Tailhac

## Aménagements et écologie
La Ramade présente une densité moyenne d’ouvrages (entre 0,1 et 1 par kilomètre) et subit des pollutions diffuses d’origine agricole et domestique.